# Mónica Hernándezová
Mónica Hernándezová Plascenciaová (* 4. května 1990 Morelia) je mexická zápasnice – judistka.

## Sportovní kariéra
S judem začínala v 5 letech v rodné Morelii. Vrcholově se připravuje v Ciudad de México ve sportovním tréninkovém centru CONADE pod vedením mexických a kubánských trenérů. V mexické ženské reprezentaci se pohybuje od roku 2012 v pololehké váze do 52 kg, jako reprezentační svojka za Luz Olveraovou. V roce 2016 se na olympijské hry v Londýně nekvalifikovala.

## Výsledky
| Turnaj                  | 2012           | 2013           | 2014           | 2015           | 2016           | 2017           |
| Turnaj                  | 22             | 23             | 24             | 25             | 26             | 27             |
| Turnaj                  | pololehká váha | pololehká váha | pololehká váha | pololehká váha | pololehká váha | pololehká váha |
| ----------------------- | -------------- | -------------- | -------------- | -------------- | -------------- | -------------- |
| Olympijské hry          | —              |                |                |                | —              |                |
| Mistrovství světa       |                | —              | —              | —              |                | —              |
| Panamerické hry         |                |                |                | —              |                |                |
| Panamerické mistrovství | úč.            | 3.             | 3.             | 7.             | —              | úč.            |
| Středoamerické a k. hry |                |                | 3.             |                |                |                |